# Droog
Droog, en neerlandès, sec, és una empresa de disseny conceptual situada a Amsterdam, Països Baixos. Va ser fundada l'any 1993 pel dissenyador Gijs Bakker i la historiadora de disseny Renny Ramakers, amb l'objectiu de promoure el disseny i generar projectes d'avantguarda arreu del món. Tenen un estudi basat en la producció d'objectes, projectes i esdeveniments innovadors i d'alta qualitat. Col·labora amb dissenyadors, clients i socis d'arreu del món.